# Joybubbles
Joybubbles, alla nascita Josef Carl Engressia, Jr., (Richmond, 25 maggio 1949 – Minneapolis, 8 agosto 2007), è stato un phreaker statunitense.
Nato cieco, cominciò a mostrare interesse per i telefoni sin dall'età di quattro anni. Dotato di orecchio assoluto, era in grado di fischiare a una frequenza di 2600 hertz al telefono (vedi Blue box). Joybubbles sosteneva di avere un IQ di circa 172. Morì presso la sua casa di Minneapolis l'8 agosto del 2007 (all'età di 58 anni). Stando al suo certificato di morte, il decesso fu dovuto a “cause naturali” con la presenza di insufficienza cardiaca congestizia come fattore che avrebbe contribuito alla morte. Il personaggio di “Hi-Fi” (nella versione inglese “Whistler”, che significa “il fischiatore”), interpretato da David Strathairn nel film I signori della truffa, è ispirato direttamente dalla persona di Engressia.

## Whistler
A cinque anni, Engressia scoprì di poter effettuare telefonate premendo ripetutamente il tasto di riaggancio (composizione a impulsi o decadale), e a 7 anni scoprì per caso che fischiando a determinate frequenze poteva attivare i commutatori e telefonare gratuitamente.
Quando iniziò a studiare alla University of South Florida alla fine degli anni sessanta, gli fu dato il soprannome “Whistler”, a causa della sua abilità di effettuare chiamate telefoniche interurbane gratuite fischiando, con la sua bocca, il tono giusto. Dopo che un operatore canadese lo denunciò per la vendita di tali chiamate all'università per un dollaro, fu sospeso e multato per 25$, ma fu presto reintegrato; in seguito si laureò in filosofia e si trasferì nel Tennessee.
Secondo i rapporti dell'FBI, la compagnia telefonica SBT&T notò per la prima volta le sue attività di phreaking nell'Estate del 1968, ed un impiegato della Bell Telephone Company della Florida monitorò illegalmente le conversazioni telefoniche di Engressia e le passò all'FBI. Un altro uomo di nome Jacobs le cui conversazioni telefoniche con Engressia erano tra quelle intercettate contestò questo fatto all'FBI e le sue minacce di esporre pubblicamente la collaborazione illegale tra l'FBI e la compagnia telefonica furono probabilmente la ragione per cui Engressia fu arrestato solo molto tempo dopo, nel 1971.
Dopo che la Polizia federale fece irruzione nella sua casa, fu incriminato ed ottenne la sospensione condizionale della pena, ed abbandonò presto la pratica del phreaking.

## Abusi nell'infanzia e il cambio di nome
Nel 1982, si trasferì a Minneapolis, nel Minnesota. Visse mantenendosi con la pensione di invalidità e con un lavoro come soggetto di ricerca in esperimenti sull'intensità degli odori. Era un sacerdote presso la sua “Chiesa dell'Eterna Infanzia”, ed istituì un'organizzazione no-profit a supporto delle persone che stavano riscoprendo e rivivendo la propria infanzia, chiamata “We Won't Grow Up.” Cercò di essere un membro attivo nella comunità, leggendo libri ai bambini presso la biblioteca locale ed effettuando chiamate telefoniche a bambini malati terminali in tutto il mondo. Ha spesso contribuito alla sezione “Bacheca” del giornale della St. Paul Pioneer Press.
Molestato sessualmente da bambino da una sua insegnante, una suora, Joybubbles “regredì alla sua infanzia” nel maggio del 1988, e vi restò fino alla morte, sostenendo di avere cinque anni. Cambiò legalmente il proprio nome in Joybubbles nel 1991, dicendo di volersi mettere il passato alle spalle, in particolar modo l'abuso subito.
Joybubbles era un avido fan di Fred Rogers e fu menzionato in un articolo del novembre del 1998 dell'Esquire dedicato al suddetto presentatore televisivo. Nell'estate del 1998, Joybubbles si recò agli archivi della University of Pittsburgh ed ascoltò numerose centinaia di episodi di Mister Rogers' Neighborhood in un periodo di circa sei settimane.

## Presenza sugli schermi e sulla stampa
Nel 1971, proprio dopo il suo arresto, si parlò di Engressia in un articolo dell'Esquire scritto da Ron Rosenbaum (Secrets of the Little Blue Box) che parlava del phreaking telefonico e che diede molta fama ad Engressia, che divenne un'icona culturale.
Nel film I signori della truffa compare un personaggio chiamato “Hi-Fi,” che sembra una combinazione di caratteristiche sia di Joybubbles che di John Draper. Nel suo libro iWoz: From Computer Geek to Cult Icon: How I Invented the Personal Computer, Co-Founded Apple, and Had Fun Doing It, il cofondatore della Apple Steve Wozniak cita Joybubbles come una delle sue prime fonti di ispirazione ai tempi del college.

## Servizi telefonici
Joybubbles conduceva una story-line telefonica settimanale intitolata “Stories and Stuff.” I numeri erano +1 206-FEELING (+1 206 333-5464), +1 612-813-1212 e +1 773-572-3109.
Nei primi anni 80, possedeva invece una linea telefonica chiamata “Zzzzyzzerrific Funline,” che si distingueva per essere l'ultima voce dell'elenco telefonico.